# Limite (Campi Bisenzio)
Limite è una piccola frazione suddivisa tra i comuni di Campi Bisenzio e Sesto Fiorentino; dalla sua posizione di confine deriva anche il nome.

## Storia
Fino agli anni sessanta del XX secolo la località di Limite era celebre per una festa tradizionale ("Festa di Limite") che si svolgeva nei suoi campi il martedì dopo Pasqua. La manifestazione cadde in disuso sia per la modifica dei rapporti di lavoro (in zona era tacita usanza fare festa per questa occasione) che per lo stravolgimento dell'ambiente della zona a causa della costruzione dell'Autostrada del Sole.
La costruzione dell'A1 portò inoltre alla demolizione di diverse case coloniche e fabbricati, soprattutto sul lato del comune di Sesto Fiorentino, dove oggi sono presenti solo due edifici mentre è stata sostanzialmente conservata la parte sul lato di  Campi Bisenzio.

## Monumenti e luoghi d'interesse
La località è nota per ospitare sia il centro direzionale di Firenze Nord di Autostrade che la celebre Chiesa di San Giovanni Battista all'Autostrada, forse la più importante realizzazione dell'architetto Giovanni Michelucci.